# Turney
Turney é uma vila localizada no estado americano de Missouri, no Condado de Clinton.

## Demografia
Segundo o censo americano de 2000, a sua população era de 155 habitantes.
Em 2006, foi estimada uma população de 158, um aumento de 3 (1.9%).

## Geografia
De acordo com o United States Census Bureau tem uma área de
1,2 km², dos quais 1,2 km² cobertos por terra e 0,0 km² cobertos por água.

## Localidades na vizinhança
O diagrama seguinte representa as localidades num raio de 20 km ao redor de Turney.